# Жданович, Александр Викторович
Алекса́ндр Ви́кторович Ждано́вич (бел. Аляксандр Віктаравіч Ждановіч; род. 24 июня 1964) — советский и белорусский актёр театра, кино и телевидения.

## Биография
Родился в простой рабочей семье. В 1985 году окончил Белорусский государственный театрально-художественный институт (курс А. И. Климовой). Во время учёбы начал сниматься в кино.
Работал в Национальном академическом драматическом театре им. М.Горького с 1985 года. Исполнял как характерные роли, так и героико-драматические. Среди его ролей — Жеронт в пьесе «Единственный наследник», Калигула. Был ведущим мастером сцены театра.
С 1996 по 2015 год был ведущим детской кукольной передачи «Калыханка» (образ — Маляваныч).
С 2015 года являлся художественным руководителем Международного рождественского фестиваля батлеечных и кукольных театров «Нябёсы». Был основателем и руководителем детского театра-студии «Радость» для детей-инвалидов и сирот при Свято-Елисаветинском монастыре.
Осенью 2020 года получил 9 суток ареста за участие в акции протеста в Минске. Увидев припаркованные вдоль проспекта микроавтобусы с омоновцами, Жданович достал из сумки деревянный крест и начал осенять людей в чёрном крестным знамением и читать молитву.
В 2021 году был уволен по статье из Национального академического драматического театра имени Максима Горького. Директор театра Эдуард Герасимович заявил, что Жданович «своими действиями нарушил "Кодекс чести", принятый в театре. Он призывал к открытому выступлению против власти в соцсетях. В общем, перебрал со своими полномочиями».
В феврале 2022 года, за несколько дней до вторжения России на Украину, эмигрировал из Беларуси в Грузию. Участвовал в неделях белорусской культуры и организации детской театральной школы. Занимался дубляжом фильмов голливудских студий Universal Pictures и Warner Bros. Pictures, ушедших из России по вышеупомянутой причине, для стран СНГ на русский язык.
Начиная с лета 2024 года проживает в Варшаве.

## Взгляды
Верующий, прихожанин храма Свято-Елисаветинского монастыря.
Призывал к открытому выступлению против власти в социальных сетях.

## Семья
- Жена — Людмила Жданович (20 августа 1961 — 8 ноября 2015) — артистка кукольного театра[14]. У Александра и Людмилы есть двое взрослых сыновей[15]: Глеб и Александр[16].

## Творчество

### Театральные работы
- «Единственный наследник» Ж.-Ф. Реньяра — Жеронт
- «Перед заходом солнца» Г. Гауптмана — Юрист
- «Трагическая повесть о Гамлете, принце Датском» У. Шекспира — Гильденстерн
- «Калигула» А. Камю — Калигула
- «Бег» М. Булгакова — Голубков
- «Перпетуум мобиле, или Вечер еврейского анекдота» Б. Луценко — Рабинович-сын
- «Папа, папа, бедный папа! Ты не вылезешь со шкапа, ты повешен нашей мамой между платьем и пижамой…» А. Копита — Бой-Лейтенант

### Фильмография
- 1982 — Купальская ночь — Василёк
- 1983 — Конец бабьего лета
- 1989 — Высокая кровь
- 1990 — Плач перепёлки
- 1991 — Записки юного врача — жених
- 1992 — Белые одежды
- 1993 — Не хочу жениться!
- 1993 — Хочу в Америку — Миша
- 1996 — Из ада в ад
- 1996 — Птицы без гнёзд
- 1998 — Привет от Чарли-трубача
- 1998 — Проклятый уютный дом — Савватеев, новобранец
- 1998 — Убить лицедея
- 1999 — Каменская (фильм № 4 «Смерть ради смерти») — Сергей Лыков
- 1999 — Рейнджер из атомной зоны
- 1999 — Ускоренная помощь (6-я серия) — пациент из парка
- 2000 — Ускоренная помощь 2 (16-я серия) — больной
- 2002 — Закон — Попов, надзиратель СИЗО
- 2004 — Мужчины не плачут — Василий Васильевич Ляпунов
- 2004 — На безымянной высоте — политрук, старший лейтенант
- 2005 — Глубокое течение — Батыка
- 2005 — Призвание (фильм № 8 «Голова спрута») — Куров
- 2005 — Вызов 2 (фильм № 6 «Жертва») — Олег Курдюмов
- 2006 — Соблазн — Вадим Невинный, врач
- 2006 — Тележурнал «Фитиль» № 93: «Детский сад» — телерепортёр
- 2007 — Скульптор смерти — Геннадий Кононов
- 2008 — Застава Жилина — окулист
- 2009 — Вольф Мессинг: Видевший сквозь время — Семён, брат Мессинга
- 2009 — Суд (9-я серия)
- 2009 — Террористка Иванова — Володя Деревянко, старший лейтенант, следователь
- 2010 — Журов 2 (фильм № 7 «122 сантиметра») — директор страхового агентства
- 2010 — Месть — главврач психбольницы
- 2010 — Псевдоним «Албанец» 3
- 2010 — Око за око — штабс-капитан
- 2011 — У реки два берега — Шухаев, главврач районной больницы
- 2011 — Немец — Алексей Митулин, хранитель музейных ценностей
- 2012 — Белые волки (7-я серия) — Кирьянов, обманутый дольщик
- 2012 — Санта Лючия — Вадим, шофёр Антона
- 2013 — Хочу замуж — антиквар
- 2014 — Невероятное перемещение — учитель химии
- 2015 — Плакучая ива — криминалист
- 2015 — Участок лейтенанта Качуры. Чёрная паутина — Павел Красовский, отец Вики
- 2016, 2019 — Мухтар. Новый след — Валентин (22-я серия «Бриллиантовый дым») / Бобров (186-я серия «Шутка с последствиями»)
- 2017 — Экспроприатор — Всеволод Алексеев, отец Барона
- 2018 — Великий пост. Ошибки неофита — отец благочинный
- 2018 — Вокально-криминальный ансамбль — Анатолий Ефимович Жуков, подполковник милиции
- 2018 — Ой, ма-моч-ки! 2 (1-я и 7-я серии) — Максим, врач
- 2018 — Правила геймера — Адам Вербицкий
- 2019 — Наказание без преступления — врач
- 2019 — Почти семейный детектив — Евгений Краевский, писатель
- 2019 — Преимущество двух слонов — психотерапевт
- 2020 — Соната для горничной — Веня Сереньких, мастер
- 2020 — Вспышка — Алексей Плеваков
- 2021 — Бывших не бывает
- 2022 — Пустая церковь — Филипп
- 2023 — Праведник

## Озвучивание мультфильмов
- 2013 — Прищепки — все роли
- 2016—2018 — Азбука опасностей — Дедушка-домовой
- 2018 — Добрый волк (на белорусском языке) — читает текст

## Награды и премии
- Медаль Франциска Скорины (16 января 2013 года)[17][18].